# Hoard (film)
Hoard is een Britse dramafilm uit 2023 geregisseerd en geschreven door Luna Carmoon. De film ging op 2 september 2023 in première tijdens het Filmfestival van Venetië.

## Verhaal
De film speelt zich af in de jaren tachtig en negentig en volgt Maria die nog bij haar moeder thuis woont. Maria heeft altijd een goede band met haar moeder gehad en groeit op in een warm liefdevol nest. Als ze van haar laatste schooldag thuiskomt staat ze oog in oog met een onbekende jongen in hun huis. De jongen heet Michael en zal een tijdje bij hen inwonen, daarnaast blijkt dat hij net als Maria een groot verdriet met zich mee draagt.

## Rolverdeling
| acteur               | personage       |
| -------------------- | --------------- |
| Saura Lightfoot Leon | Maria           |
| Lily-Beau Leach      | jonge Maria     |
| Hayley Squires       | Cynthia         |
| Joseph Quinn         | Michael         |
| Deba Hekmat          | Laraib          |
| Samantha Spiro       | Michelle        |
| Cathy Tyson          | Sam             |
| Nabil Elouahabi      | Ali             |
| Sandra Hale          | Janice          |
| Alexis Tuttle        | mevrouw Norwood |

## Achtergrond
De film werd geregisseerd door Luna Carmoon, daarnaast was Carmoon verantwoordelijk voor het schrijven van het scenario van de film. De film werd geproduceerd door Loran Dunn, Helen Simmons en Andrew Starke. De opnames van de film vonden plaats in Londen en werden in mei 2022 afgerond. Hoofdrollen in de film waren weggelegd voor onder anderen Saura Lightfoot Leon, Hayley Squires en Joseph Quinn.

## Release en ontvangst
Hoard ging op 2 september 2023 in première tijdens de tachtigste editie van het Filmfestival van Venetië in de Settimana Internazionale della Critica-competitie. In het Verenigd Koninkrijk ging de film op 9 oktober 2023 in première tijdens het BFI London Film Festival, hier was in oktober 2022 tevens een deel van de film tentoongesteld tijdens het onderdeel 'werk in uitvoering'. De film werd vervolgens pas op 12 juni 2025 in de Nederlandse bioscopen uitgebracht. De film werd door recensenten in het algemeen positief ontvangen. Op Rotten Tomatoes heeft de film een score van 94% op basis van 47 beoordelingen. Metacritic komt op een score van 73/100, gebaseerd op 8 beoordelingen.